# الفقر في فيتنام
حتى عشرينيات القرن الماضي، كان معظم سكان فيتنام يعيشون تحت خط الفقر. كان هذا بسبب عدد من الأسباب، والتي كانت نتيجة سنوات من كونها مستعمرة فرنسية،  الاحتلال الياباني لفيتنام،  الحرب الفيتنامية الأمريكية،  ونزاعات أخرى داخل البر الرئيسي لجنوب شرق آسيا (بشكل أساسي الحرب الفيتنامية الكمبودية  والحرب الفيتنامية الصينية ). الصراعات المستمرة من 1887 إلى 1991، أكثر من 100 عام من عدم الاستقرار تركت فيتنام بلدًا تمزقه الحرب  كان عرضة للفيضانات الشديدة من الأعاصير وارتفاع منسوب مياه البحر ، فضلاً عن ما يسمى " موسم الفيضانات "من الرياح الموسمية الموسمية (الرياح الموسمية لشرق آسيا في الشتاء والرياح الموسمية في جنوب آسيا في الصيف)، فضلاً عن آثار تغير المناخ. 

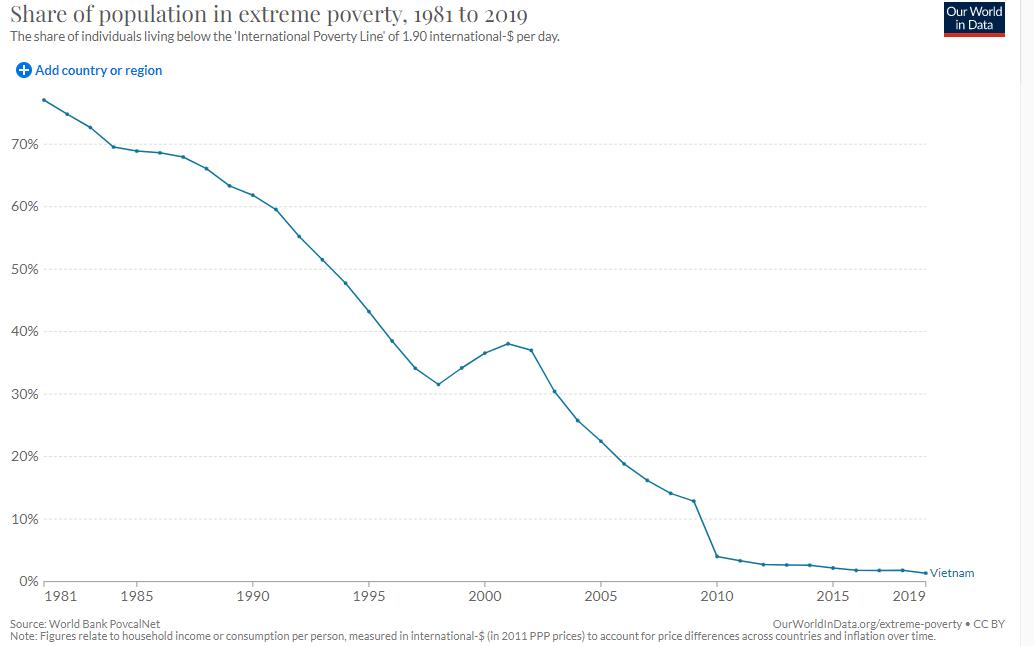
نسبة السكان الذين يعيشون في فقر مدقع بمرور الوقت

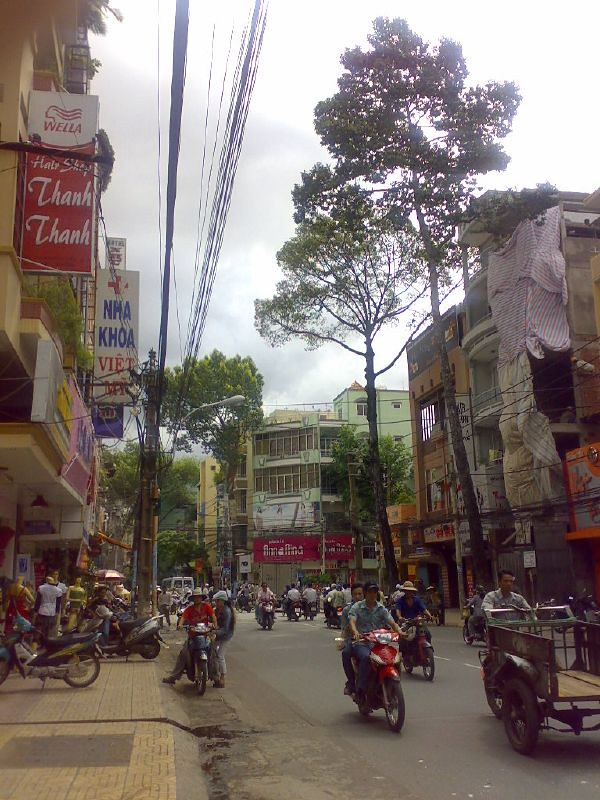
النقل السيئ والبناء المتهالك في فيتنام - على غرار الأحياء الفقيرة (2007)

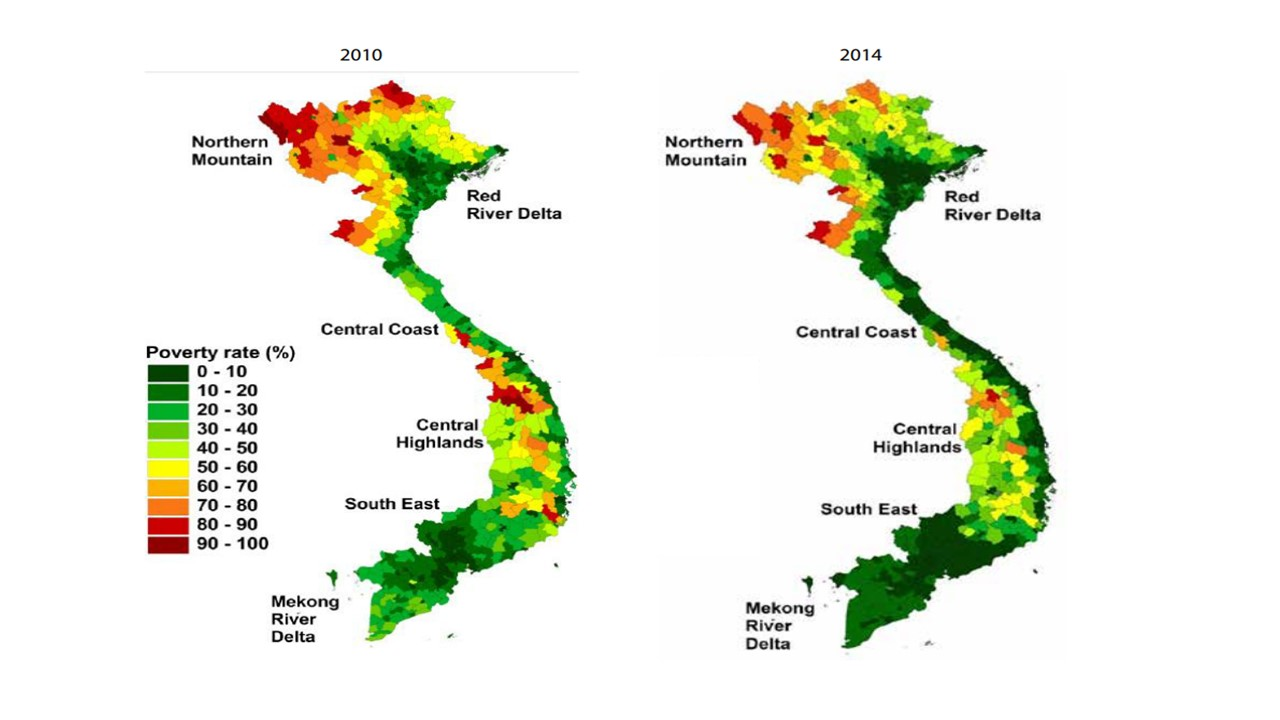
خريطة تقيم معدلات الفقر حسب المقاطعات في فيتنام في عامي 2010 و 2014.